# Autopista Moscou - Sant Petersburg
L'autopista Moscou-Sant Petersburg és una autopista planejada entre Moscou i Sant Petersburg. L'autovia aniria paral·lela a l'autopista M10 i la primera secció està previst que finalitzi el 2013. Començarà a Moscou, seguirà fins a l'óblast de Moscou (90 km), l'óblast de Tver (253 km), l'óblast de Nóvgorod (233 km), l'óblast de Leningrad (75 km) fins a Sant Petersburg. El projecte ha provocat fortes protestes dels grups ecologistes i locals, sobretot a la zona propera al bosc de Khimki.

## Característiques
- Longitud = uns 700 km
- Velocitat mitjana = 150 km/h
- Nombre d'enllaços= 32
- Nombre de passos elevats = 167
- Nombre de ponts = 85
- Nombre de carrils = de 4 a 10
- Amplada dels carrils = 3.75 m
- Amplada de la vorera = 3.5 m

## Història
La primera secció de l'autopista travessa el bosc de Khimki. El 27 de juliol de 2009, Severo-Zapadnaia Concessionnaia Kompania (Companyia Concessionària Nord-est (NWCC)), un consorci compost per la companyia constructora multinacional francesa Vinci i altres empreses, van signar un contracte de concessió de la primera secció de l'autopista (15-18 km) amb l'Agència Federal d'Autopistes del Ministeri de Transports de la Federació Russa (RosAvtoDor), atorgant de crèdit, en presència del ministre de Transports rus Igor Levitin. El cost total de la construcció és d'aproximadament 1 bilió d'euros.
L'abril de 2010, Vnesheconombank i Sberbank van firmar un acord per concedir un crèdit de 29,2 bilions de rubles a la NWCC per construir la primera secció de l'autopista. Més endavant, el 26 d'agost de 2010, el president rus Dmitri Medvédev va aturar la construcció després de les protestes dels ecologistes en contra del pas de l'autopista pel bosc de Khimki. Segons aquesta decisió, s'havien de dur a terme debats públics i especialitzats addicionals sobre aquesta qüestió.
El 14 de desembre de 2010, el Govern rus va decidir reprendre la construcció de l'autopista a través del bosc de Khimki. En declaracions fetes a Sant Petersburg, el vice-primer ministre Serguei Ivanov va dir que es plantarien arbres en 500 hectàrees de terreny per compensar les 100 hectàrees talades del bosc de Khimki. Segons el director del "RosAvtoDor", Anatoli Txabunin, la construcció hauria de començar a l'octubre de 2010 i estaria acabada en tres anys.

## Construcció i posada en servei
El 28 de novembre de 2014, el tram de derivació de Vyshny Volochyok (de km 258 a km 334 km) va ser el primer tram completat. El 23 de desembre de 2014 es va completar i obrir la secció Moscou-Solnechnogorsk (dels km 15 a 58). El 17 de juny de 2015 es va iniciar la construcció de l'M11 a les províncies de Leningrad i Novgorod. A desembre de 2015, tots els trams de la carretera dissenyats eren en construcció o en preparació, excepte el tram de km 58 km a km 149 , on no es va trobar cap contractista. El 15 de desembre de 2017, Avtodor va completar i obrir el trànsit al tram de l'autopista de 208 a 258 km, que passaria per alt la ciutat de Torzhok a l'òblima de Tver, que es connectaria a la secció de derivació de Vyshny Volochyok. El 6 de juny de 2018 es va completar i obrir el tram Vyshny Volochyok – Myasnoy Bor (km 334 km a km 543 ). L'1 de setembre de 2018 es va completar i obrir la secció Solnechnogorsk – Klin (km 58 km a km 97). El 3 de juliol de 2019, Avtodor va completar i obrir el trànsit al tram Klin – Tver (de 97 km a 149 km) de l'autopista. Uns mesos després, Avtodor va completar el tram Myasnoy Bor-Tosno (km 543 km a km 646 ).

## Protestes ecologistes
L'autopista planejada travessa el bosc de Khimki. Els ecologistes afirmen que el bosc és un ecosistema únic, llar de roures centenaris i de moltes espècies de plantes i animals. Per aquesta raó, diversos grups s'han oposat a la seva construcció i s'han dut a terme protestes, sovint dissoltes per la policia, que ha fet ús del que alguns han descrit com a brutalitat policial. Alguns manifestants també han estat atacats i intimidats, i dos periodistes - Mikhaïl Béketov de Khimkinskaia Pravda i Oleg Kashin de Kommersant – han estat agredits en el que es creu que són atacs relacionats amb la cobertura de les protestes.